# Herwig Schopper

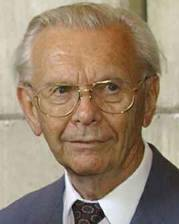
Herwig Franz Schopper

Herwig Franz Schopper (* 28. Februar 1924 in Landskron, Tschechoslowakei) ist ein deutscher Physiker und ehemaliger Direktor des CERN sowie des DESY.

## Leben und Werk
Schopper erwarb sein Physik-Diplom 1949 an der Universität Hamburg, an der er 1951 promoviert wurde. Als Post-Doc forschte er in Stockholm bei Lise Meitner und am Cavendish-Laboratorium in Cambridge bei Otto Robert Frisch. Dort führte er 1957 eines der Experimente aus, die die Verletzung der Spiegelsymmetrie (Parität) bewiesen. 1954 habilitierte er sich an der Universität Erlangen über optische Themen. In den 1950er Jahren entwickelte er mit Günter Clausnitzer und Rudolf Fleischmann die erste Quelle für polarisierte Protonen, die später am Zyklotron in Karlsruhe installiert wurde. 1958 bis 1961 war er Direktor des Instituts für Kernphysik an der Universität Mainz (und außerordentlicher Professor in Mainz). 1960/61 war er an der Cornell University bei Robert R. Wilson.
1961 bis 1973 war er Direktor der Institute für experimentelle Kernphysik der Technischen Hochschule Karlsruhe und des Kernforschungszentrums Karlsruhe sowie ordentlicher Professor (ab 1960) an der TH Karlsruhe.
Mit einer Gruppe führte er eines der ersten Experimente am Deutschen Elektronsynchrotron DESY in Hamburg aus. In Karlsruhe untersuchte eine von ihm initiierte Gruppe als erster in Europa supraleitende Hohlraumresonatoren, was zu einer Zusammenarbeit mit dem CERN führte. In Karlsruhe war er auch an verschiedenen Beschleunigerplänen beteiligt, die aber nicht realisiert wurden (Electron Ring Accelerator ERA, sowie ein 30-GeV-Protonen-Synchrotron).

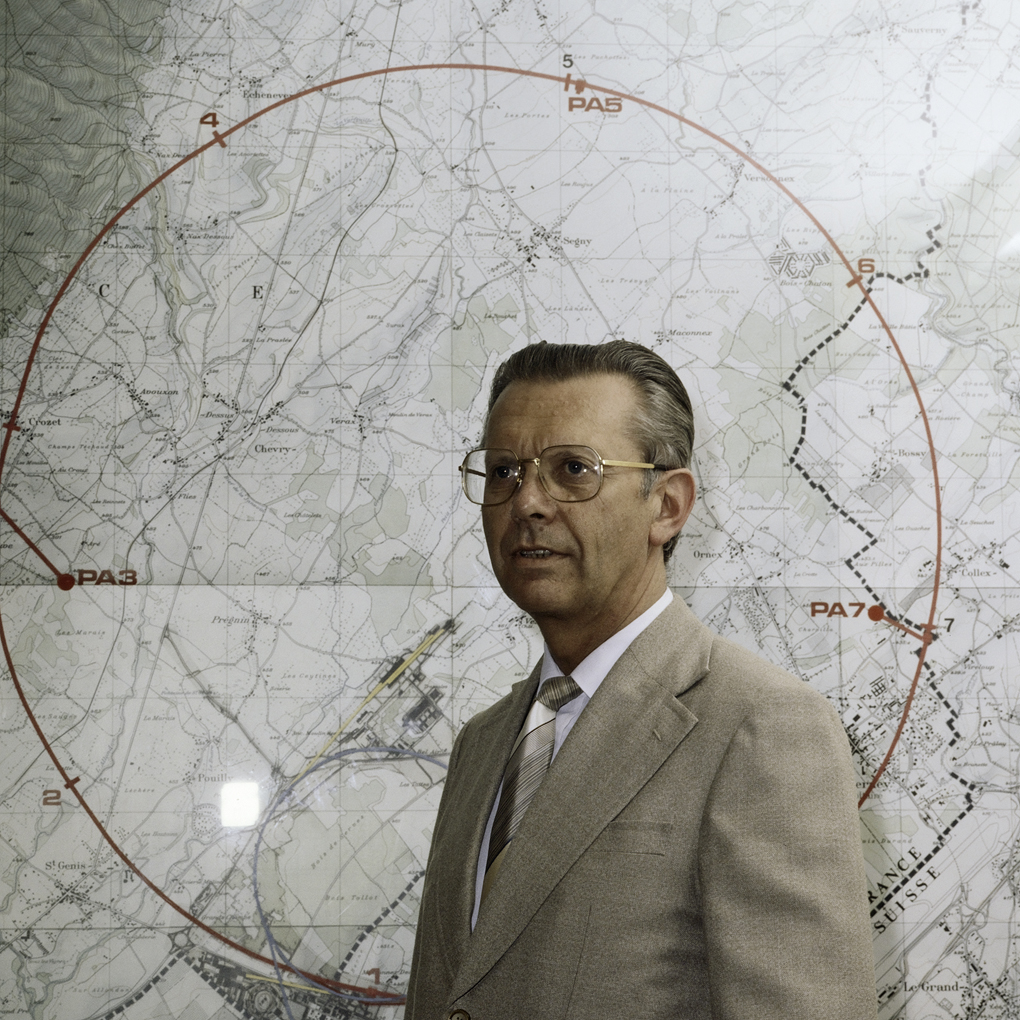
General-Direktor des CERN von 1981 bis 1988.

Er arbeitete 1966 bis 1967 als Gastprofessor beim CERN, wobei das sogenannte 'Hadron Calorimeter' zum Nachweis von Neutronen erfunden wurde, danach 1970 bis 1973 als Abteilungsleiter der Abteilung für Kernphysik sowie im Direktorium als verantwortlicher Direktor für die Koordination der Experimente, Vorsitzender des ISR-Komitees (Intersecting Storage Rings) beim CERN von 1973 bis 1976, Mitglied des wissenschaftlichen Beirats (Scientific Policy Committee) und schließlich als General-Direktor von 1981 bis 1988. In dieser Zeit wurde am CERN der LEP genehmigt und gebaut.
Von 1973 bis 1980 war er Vorsitzender des Direktoriums des Deutschen Elektronen-Synchrotrons. In dieser Zeit wurde dort der PETRA-Ring gebaut. Ab 1973 war er außerdem Professor an der Universität Hamburg.
Ab 1999 setzte sich Schopper für die Gründung des Internationalen Zentrums für Synchrotron-Strahlung für experimentelle Anwendungen im Nahen Osten (SESAME) in Jordanien unter dem Dach der UNESCO nach dem Vorbild des CERN ein und stand auf Vorschlag von Sergio Fubini zunächst dem Planungskomitee und dann dem Vorläufigen Rat des Projekts vor. Ziel ist es, sowohl die Wissenschaft im Nahen Osten zu fördern als auch zur Friedensstiftung beizutragen. Mitgliedsländer wurden Ägypten, Bahrein, Iran, Israel, Jordanien, Palästina, Türkei und Zypern. Von 2004 bis 2008 war Schopper Präsident des Rats von SESAME.
1993 bis 2002 war er im Rat des Vereinigten Instituts für Kernforschung (JINR) in Dubna.
1977 bis 1979 war er Vorsitzender der Arbeitsgemeinschaft der Großforschungseinrichtungen (heute Helmholtz-Gemeinschaft). 1992 bis 1994 war er Präsident der Deutschen Physikalischen Gesellschaft und 1994 bis 1996 der European Physical Society. Er war Mitglied verschiedener beratender Gremien der Max-Planck-Gesellschaft, der Deutschen Forschungsgemeinschaft, des Bundesministeriums für Forschung und Technologie, der Europäischen Union und der UNESCO.
1992 wurde er ordentliches Mitglied in der Academia Europaea.

## Auszeichnungen
- Großes Bundesverdienstkreuz
- Albert-Einstein-Goldmedaille der UNESCO
- Wilhelm-Exner-Medaille (Österreich)
- Tate-Medaille des American Institute of Physics
- Freundschaftsorden der Russischen Föderation
- 2003 Höchste Stufe (Grand Cordon) des Unabhängigkeits-Orden, verliehen durch den jordanischen König Abdullah II. bin al-Hussein
- Purkyne-Medaille der Akademie der Wissenschaften der Tschechischen Republik
- Großer Sudetendeutscher Kulturpreis
- Gold-Medaille des Weizmann-Instituts
- Physik-Preis der Göttinger Akademie der Wissenschaften
- Golden Plate Award der American Academy of Achievement
- Niels-Bohr-Medaille der UNESCO
- Großkreuz des Verdienstordens der Republik Zypern
- Goldene Ehrennadel Deutsches Elektronensynchrotron DESY
- Ehrenmitglied der Deutschen Physikalischen Gesellschaft und der Europäische Physikalische Gesellschaft und der Schweizerischen Physikalischen Gesellschaft
- Ehrendoktor der Universitäten Erlangen, Moskau, Genf und London sowie des Joint Institute of Nuclear Research, Dubna (Russland), des Institutes für Hochenergiephysik in Protvino der Russischen Akademie der Wissenschaften,[5] des Cyprus Institutes in Nikosia und des KIT[6][7]
- Science Diplomacy Award der American Association for the Advancement of Science
- seit 1967 Mitglied der Leopoldina,[8] deren Carus-Medaille er 1957 erhielt, und weiterer deutscher und internationaler Akademien der Wissenschaften und Künste

## Schriften
- Wissenschaftliche Veröffentlichungen. Mehr als 200 Original-Veröffentlichungen in Optik, Kernphysik, Elementarteilchenphysik und Beschleunigertechnologie. Einige der wichtigsten Arbeiten sind:
  - R. Fleischmann, H. Schopper: Die Bestimmung der optischen Konstanten und der Schichtdicke absorbierender Schichten mit Hilfe der Messung der absoluten Phasenänderung. In: Z.Physik, 129,285 (1951)(erste Methode zur Messung der absoluten Phase bei Reflexion des Lichtes an dünnen Metallschichten)
  - H. Schopper: Zur Deutung der optischen Konstanten der Alkalimetalle. In: Z. Physik, 135, 163 (1953) (Das anomale optische Verhalten von Alkali-Metallschichten bedarf nicht eines speziellen Aggregatzustandes des Metalls)
  - H. Schopper: Circular polarisation of gamma-rays: Further proof for parity failure in beta-decay, In: Phil. Mag. 2, 710 (1957) (Eines der von Lee und Yang diskutierten Experimente, das aber als undurchführbar angesehen wurde. Zum ersten Male wurde im selben Experiment gezeigt, dass die Helizitäten von Neutrino und Antineutrino entgegengesetzt sind.)
  - G. Clausnitzer, R. Fleischmann, H. Schopper: Erzeugung eines Wasserstoffatomstrahles mit gleichgerichteten Kernspins. In: Z. Physik 144, 336 (1956)
  - H. Schopper, S. Galster: The circular polarisation of internal and external bremsstrahlung. In: Nucl. Phys. 6, 125 (1958) (Erste Messung der zirkularen Polarisation der inneren Bremsstrahlung des Beta-Zerfalls)
  - J. Halbritter, R. Hietschold, P. Kneisel, H. Schopper: Coupling losses and the measurement of Q-values of superconducting cavities. In: KFK-report, Karlsruhe 3/86-6 (1968) (frühe Veröffentlichung zum Studium von supraleitenden Cavitäten zur Beschleunigung von Teilchen)
  - R. M. Littauer, H. Schopper, R. R. Wilson: Formfactors of the proton and neutron. In: Phys. Rev. Lett. 6, 286 (1961), (Messung der nuklearen Formfaktoren, Richtigstellung der ersten Messungen von R. Hofstadter)
  - H. J. Behrend et al.: Elastic electron-proton scattering at momentum transfers up to 110 fermi-2. In: Nuov. Cim. 48, 140 (1967)
  - J. Engler, W. Flauger, B. Gibbard, F. Mönnig, K. Runge, H. Schopper: A total absorption spectrometer for energy measurements of high-energy particles. In: Nucl. Instr. Meth., 106, 189 (1973) (Erste Nutzung und Optimierung eines 'Hadron Calorimeters')
  - V. Boehmer et al.: Neutron-proton elastic scattering from 10 to 70 GeV/c. In: Nucl. Phys. B91, 266 (1975) und weitere Veröffentlichungen (Neutron-Proton-Streuung bei hohen Energien, am ISR bei CERN und am Institut für Hochenergiephysik in Protvino, Russland)
  - L3 Collaboration, Upsilon Production in Z Decays. In: Phys. Lett. B 413, 167 (1997) und Heavy Quarkonium Production in Z Decays. In: Phys. Lett. B 453, 94–106 (1999); (Schopper war Hauptautor dieser Veröffentlichungen)
- Bücher
  - H. Schopper: Weak Interactions and Nuclear Beta Decay. North-Holland Publishing, 1966
  - H. Schopper: Materie und Antimaterie. Piper Verlag, 1989
  - H. Schopper: LEP The Lord of the Collider Rings at CERN 1980-2000. Springer Verlag, 2009
- Herausgeberschaft
  - Springer Materials
  - Landolt-Börnstein: Kern- und Elementarteilchen-Physik